# Haematortyx sanguiniceps
Haematortyx sanguiniceps е вид птица от семейство Phasianidae, единствен представител на род Haematortyx.

## Разпространение
Видът е разпространен в Индонезия и Малайзия.